# Marcus Rashford
Marcus Rashford (Mánchester, Inglaterra, 31 de octubre de 1997) es un futbolista británico que juega como delantero en el F. C. Barcelona de la Primera División de España, cedido por el Manchester United F. C. de la Premier League.
Jugador de los red devils desde los siete años, marcó dos goles ante el FC Midtjylland en su debut en el primer equipo en la Liga Europa de la UEFA en febrero de 2016 y en su debut en la Premier League ante el Arsenal tres días después. También anotó en su primer derbi de Mánchester y su primer partido de Copa de la Liga y Liga de Campeones de la UEFA. Con el United, ganó dos FA Cup, dos Copas de La Liga, una Community Shield y una Liga Europa de la UEFA.
Anotó en su debut con la selección de Inglaterra en mayo de 2016, convirtiéndose en el jugador inglés más joven en anotar en su primer partido internacional. Participó en la Eurocopa 2016 como el jugador más joven del torneo, y la Copa del Mundo 2018.
También es conocido por su activismo social en los casos de pobreza y hambruna infantil en el Reino Unido, y fue aclamado por su utilización de sus redes sociales para la concientización de los casos, provocando un gran impacto social y un cambio político. Por sus esfuerzos, fue nombrado Miembro de la Orden del Imperio Británico en 2020.

## Biografía
Marcus Rashford nació el 31 de octubre de 1997 en Mánchester, y fue criado en el área de Wythenshawe de la ciudad. Tiene ascendencia sancristobaleña debido a que su abuela nació en las islas de San Cristóbal. Tiene dos hermanos llamados Dwaine Maynard y Dane, ambos quienes representan al jugador profesionalmente. También tiene un primo futbolista, Lois Maynard, que juega como centrocampista en Stockport County.
Al crecer, su ídolo era el delantero brasileño Ronaldo: el primer partido que vio en vivo fue en cuartos de final de la Champions League 2002-03 en Old Trafford; un partido en el que Ronaldo anotó un hat-trick para el Real Madrid y recibió una gran ovación por parte de ambas hinchadas cuando salió del campo. Rashford recuerda: "He crecido viéndolo tanto a él mismo como a sus partidos. Siempre jugaba libre. No importaba dónde jugaba, jugaba libre y salía y se expresaba. Cuando haces eso, es cuando juegas tu mejor fútbol". También declaró que Wayne Rooney y Cristiano Ronaldo eran jugadores que él admiraba, al ver como surgían como juveniles y se convertían en importantes figuras del Manchester United, y presenciando muchos partidos de ellos en vivo.

## Trayectoria

### Inicios de carrera
Rashford se inició en el fútbol a los cinco años jugando como portero en el equipo Fletcher Moss Rangers, y citó al portero canterano del Manchester United Tim Howard como su ídolo. Entrenó una semana en el Manchester City antes de unirse a la academia del Manchester United a los siete años, a pesar de haber captado el interés por parte de otros equipos como el Everton o el Liverpool. Rashford declaró que sus hermanos fueron clave para que se decantara por el United.
En 2012 fue parte del equipo sub-15 del Manchester United que salió subcampeón de un campeonato juvenil anual. En 2014, The Guardian lo nombró como una de las estrellas juveniles con más proyección en la próxima generación de la Premier League, alegando que "su estilo total de fútbol le da muchas oportunidades de conseguir ir a por todas".

### Temporada 2015-16: Debut
El 25 de febrero de 2016 fue convocado por Louis van Gaal para el partido contra el Midtjylland correspondiente a la vuelta de dieciseisavos de final de Europa League. Debido a una lesión de Anthony Martial en el calentamiento, Marcus fue designado como titular para el encuentro, debutando como profesional en Old Trafford ante más de 58 600 espectadores. Marcus jugó los 90 minutos, utilizó la camiseta número 39, con 18 años y 117 días se convirtió en el goleador más joven en la historia de Manchester United en una competición europea al lograr un doblete (min. 64 y 75), récord previamente de George Best, y superado más tarde por Mason Greenwood en la temporada 2019-20.
Van Gaal, una vez finalizado el partido, declaró:

«No tenía otra opción, por lo que Rashford debía jugar. Él era el relevo ideal para Martial […] Hemos tenido un rendimiento fantástico y tengo que felicitar a mis jugadores, sobre todo a los jóvenes. No era fácil para Rashford y Riley, que hacían su debut en Europa con la presión del resultado, pero que mostraron un gran nivel. Tal vez no se espera este nivel tan rápido cuando se juega en el primer equipo, pero han dado un nuevo paso increíble en su crecimiento.»

Después de la jornada, fue incluido en el equipo de la semana de UEFA Europa League y también con el 51% de los votos, fue elegido el jugador de la semana.
Tres días después, el 28 de febrero debutó en la Premier League, siendo titular contra el Arsenal en Old Trafford. En el minuto 29 anotó el primer gol del partido, tres minutos después volvió a marcar. Para la segunda mitad, en el minuto 65 brindó una asistencia para que su compañero Ander Herrera anotara otro gol. Rashford fue reemplazado en el minuto 80, recibió la ovación del público y finalmente ganaron 3 a 2. Fue elegido el mejor jugador del partido y se convirtió en el debutante en Premier más joven en anotar un doblete, con 18 años y 120 días. El 20 de marzo fue titular en el Etihad Stadium. Con 18 años y 141 días se convirtió en el jugador más joven de la historia en marcar en un derbi de Mánchester, dando la victoria al equipo por 0 a 1. El 13 de abril adelantó al equipo en la victoria por 1 a 2 ante el West Ham en la FA Cup. Tres días después anotó el único gol del partido ante el Aston Villa. El 21 de mayo fue titular en la final de la FA Cup 2015-16 ante el Crystal Palace, siendo sustituido en el minuto 72 y logrando su primer título como profesional. En su primera campaña en el club fue elegido mejor jugador joven y fue renovado hasta 2020 gracias a su rendimiento.

### 2016-18: Bajo las órdenes de Mourinho

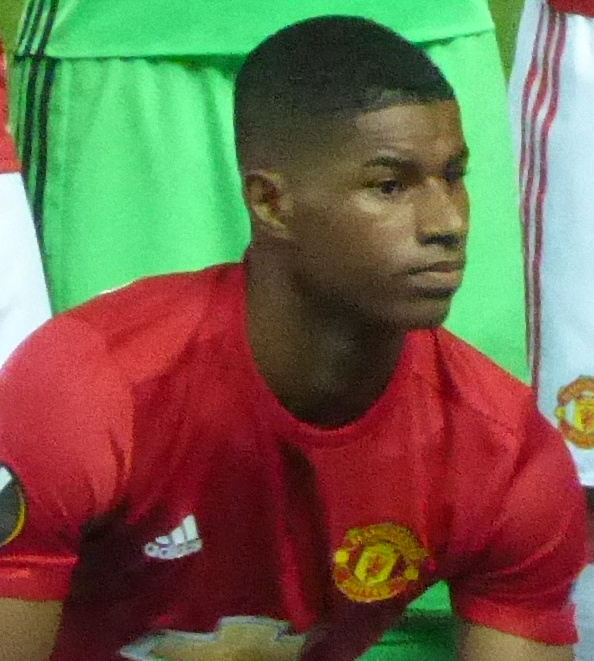
Rashford alineando para el Manchester United en 2016.

Para su segunda temporada en Old Trafford, a Rashford se le cedió el número 19 por parte de su nuevo entrenador, José Mourinho. El 27 de agosto de 2016, en la tercera jornada de Premier League, marcó el gol de la victoria en el minuto 93 ante el Hull City. En octubre, salió segundo por detrás de Renato Sanches en la carrera por el premio Golden Boy a por el mejor jugador menor de 21 años en Europa. Además se consagró campeón de la Copa de la Liga, saliendo desde el banquillo en el minuto 77 ante el Southampton en la victoria 3-2. El 20 de abril de 2017 marcó el gol que dio el pase a la ronda de semifinales de la Europa League al United, en el minuto 107 de la prórroga, ante el Anderlecht. El 4 de mayo marcó el único tanto del partido de falta directa ante el Celta de Vigo en la ida de semifinales (0-1). A pesar de no haber sido indiscutiblemente titular durante la temporada, salió de inicio en la final de la Europa League ante el Ajax y que supuso su primer título europeo al ganar los ingleses por 2 a 0.
El 12 de septiembre de 2017 marcó su primer tanto en Liga de Campeones, en su primer partido ante el FC Basel (3-0). El 18 de octubre dio la victoria ante el Benfica con su gol. El 5 de diciembre hizo lo propio ante el CSKA en Old Trafford (2-1). El 10 de marzo logró los dos goles de los diablos rojos en la victoria (2-1) ante el Liverpool. El 23 de octubre, Rashford salió tercero por la carrera por el Golden Boy, detrás del ganador Kylian Mbappé y de Ousmane Dembelé. Marcus cerró la temporada del Manchester United anotando el último gol en una victoria 1-0 al Watford por Premier League, saliendo subcampeón de liga por detrás del Manchester City.
En agosto de 2018 le asignaron el dorsal número 10, después de la salida del club del delantero sueco Zlatan Ibrahimović. Anotaría su primer gol el 29 de septiembre en una derrota ante el West Ham. El 3 de noviembre de 2018 dio la victoria, en el minuto 92, ante el Bournemouth (1-2). En diciembre anotó un gol saliendo desde el banquillo en la derrota 1-2 ante el Valencia C. F. en la fase de grupos de la Liga de Campeones, partido que además sería el último de José Mourinho al mando del club, al ser despedido por los malos resultados del equipo en la temporada.

### 2019-20: Explosión gracias a Solskjær

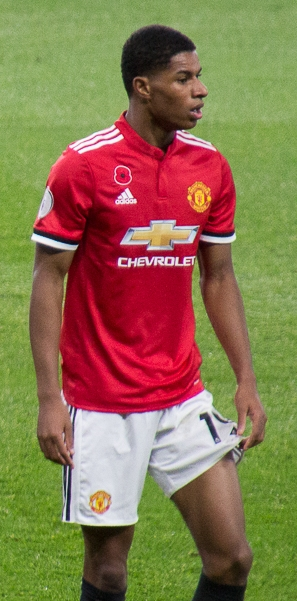
Rashford disputando un partido con el Manchester United.

Para 2019, el United nombró como nuevo entrenador del equipo al exjugador y leyenda del club Ole Gunnar Solskjær. En el primer partido del entrenador noruego, Rashford aportó un gol para la victoria del equipo ante el Cardiff City. El rendimiento del United crecería de forma repentina, remontando su posición en liga con el inglés anotando cinco goles entre finales de diciembre e inicios de enero. El 2 de febrero fue anunciado como el jugador del mes de enero del Manchester United, además de ganar el premio al Gol del Mes del equipo por su tanto ante el Tottenham en la victoria 1 a 0. Un día después, alcanzó los cien partidos oficiales en Premier League con apenas 21 años, siendo el segundo más joven en hacerlo tras Ryan Giggs. En ese partido marcó el gol del triunfo, en el King Power Stadium, ante el Leicester City (0-1). Por sus impresionantes actuaciones en enero, Rashford ganó su primer premio al Jugador del Mes de la Premier League, siendo el primer jugador después de Ibrahimović en diciembre del 2016 en volver a ganar el premio. El 6 de marzo dio el pase a los cuartos de final de la Liga de Campeones, de penalti en el descuento, ante el PSG (1-3), además de contribuir para el gol de rebote de Romelu Lukaku tras un disparo lejano suyo. Gracias al gran rendimiento del equipo desde el anunciamiento de Solskjær, el club lo anunció como entrenador permamente en el cargo, y Rashford volvió a anotar en el primer partido del entrenador noruego en su nuevo cargo en la victoria 2 a 1 al Watford.

#### 2019-20
La siguiente temporada inició con Rashford firmando un nuevo contrato por cuatro años más con el Manchester United, permaneciendo en el club hasta 2023. En el inicio de la liga, Rashford anotó un doblete al Chelsea en una goleada 4 a 0. Para septiembre del 2019, Solskjaer declaró que no se mostraba preocupado por la mala forma de Rashford, al no tener un buen rendimiento y marcar pocos goles para el equipo. Luego de marcar un gol para el empate ante el Liverpool, que acabó con su racha de partidos ganados en liga, Rashford entró en la mejor racha goleadora de toda su carrera, anotando 16 goles en 20 partidos consecutivos. Sin embargo, su excelente momento de forma se acabó por culpa de una lesión de Marcus en la espalda, en un partido por FA Cup ante los Wolves, que lo alejó de los campos por varios meses.
Regresó a tiempo para terminar la temporada gracias al receso por culpa de la pandemia por el coronavirus en 2020. El 16 de julio anotó su 17.º gol en la Premier League al Crystal Palace, igualando su marca de sus dos temporadas pasadas combinadas. Para el final de la temporada, Rashford fue votado tercero para el Premio de la FWA al Futbolista del Año, y obtuvo el Premio de la PFA al Mérito.

#### 2020-21
El 26 de septiembre anotó su primer gol de la temporada al Brighton & Hove Albion en una victoria 3 a 2. El 20 de octubre, volvió a anotar un gol ganador en París al Paris Saint-Germain en una victoria 2 a 1 por la fase de grupos de la Liga de Campeones. En su siguiente partido por la Champions, anotó el primer triplete de su carrera en una goleada 5 a 0 al RB Leipzig saliendo desde el banquillo, siendo el segundo jugador en hacerlo en la historia del Manchester United, desde su entrenador Ole Gunnar Solskjaer cuando el noruego logró hacerlo en un partido para la edición 1998-99 de la Premier League.
El 18 de julio de 2023 renovó su contrato con el Manchester United hasta el 30 de junio de 2028. Durante su carrera, anotó 124 goles en 359 partidos con los Red Devils, destacando con 30 goles la temporada anterior y ganando los premios al Jugador del Año "Sir Matt Busby" y al Jugador del Año de los Jugadores.

### Cesiones a Aston Villa y F. C. Barcelona
El 2 de febrero de 2025, tras haber marcado 138 tantos en 426 encuentros y ganar cinco títulos, fue cedido al Aston Villa F. C. hasta el final de la temporada. En esos meses en Birmingham, disputó diecisiete partidos en los que marcó cuatro goles y dio cinco asistencias.
El 23 de julio de 2025 fue cedido por segunda ocasión, siendo esta vez el F. C. Barcelona su destino hasta junio de 2026 en un acuerdo que incluía una opción de compra. Hizo su debut el 16 de agosto jugando 21 minutos del primer encuentro del campeonato de Liga frente al R. C. D. Mallorca.

## Filantropía
Durante la cuarentena impuesta por el Gobierno británico en respuesta a la pandemia del COVID-19, Marcus Rashford se unió a la organización benéfica de pobreza y desperdicio de alimentos FareShare. En la iniciativa se recaudaron más de 20 millones de libras esterlinas para proporcionar alimentos a los niños que, aunque estuvieran en la escuela, recibirían comidas escolares gratuitas. El proyecto se estableció inicialmente para proporcionar comidas a los niños en la región del Gran Mánchester, pero luego se expandió para convertirse en una iniciativa nacional. El 11 de junio, Rashford reveló que la organización llegó a 3 millones de niños en todo el país. El 15 de junio, Rashford escribió una carta abierta al gobierno pidiéndoles que pongan fin a la pobreza infantil en el Reino Unido. Un día después, el gobierno anunció un cambio en la política con respecto a la extensión de las comidas escolares gratuitas para los niños durante las vacaciones de verano, con la campaña de Rashford acreditada como un importante punto de inflexión en las conversaciones gubernamentales. La campaña obtuvo el apoyo del exdelantero de Inglaterra y presentador de televisión Gary Lineker, el líder laborista Keir Starmer y el líder liberal demócrata Ed Davey.
Marcus Rashford sigue comprometido con los niños a través del próximo lanzamiento de un club de lectura y de una colección de libros para promover la alfabetización. Esta vez, su nueva iniciativa recibió todo el apoyo del poder ejecutivo.
En 2021 fue nombrado doctor honoris causa por la Universidad de Mánchester.

## Selección nacional

### Categorías inferiores
Rashford ha sido parte de la selección de Inglaterra en las categorías juveniles sub-16, sub-18, sub-20 y sub-21.
Fue convocado por primera vez, por Kenny Swain, para defender a la selección sub-16 inglesa en el Victory Shield, torneo amistoso entre Inglaterra, Gales, Irlanda del Norte y Escocia. Debutó el 27 de septiembre de 2012, contra Irlanda del Norte de visitantes, saliendo en el minuto 55 y obteniendo la victoria por 5 a 0. Luego volvió a ser citado, el 1 de noviembre, jugando como titular ante Gales (1-0).
El 5 de noviembre de 2014 el técnico Neil Dewsnip convocó a Marcus para jugar dos partidos amistosos contra la selección sub-18 de Polonia. Fue titular en el primer partido entre las sub-18, el 15 de noviembre, brindó una asistencia y ganaron 3 a 2. Dos días después jugaron otro encuentro, esta vez estuvo presente los minutos finales y ganaron 4 a 1.
El 16 de marzo de 2016, después de haber debutado como profesional, fue convocado por Keith Downing para entrenar con la selección sub-20 inglesa y jugar un amistoso. Debutó con la sub-20, el 27 de marzo, como titular con la camiseta número 9. El equipo cayó por 2 a 1 ante Canadá, siendo Rashford el autor de la asistencia inglesa.
El 25 de agosto el entrenador Gareth Southgate lo convocó para jugar con la sub-21 inglesa una fecha por la clasificación al Europeo. Debutó en la categoría el 6 de septiembre ante Noruega. Rashford logró un triplete ante Noruega en una victoria por 6 a 1.

#### Participaciones en categorías inferiores
| Competición                                   | Sede   | Resultado   | Partidos | Goles |
| --------------------------------------------- | ------ | ----------- | -------- | ----- |
| Clasificación para la Eurocopa Sub-21 de 2017 | Europa | Clasificado | 1        | 3     |

### Absoluta
El 16 de mayo de 2016 el técnico de la selección absoluta de Inglaterra, Roy Hodgson, lo convocó por primera vez, en una lista de 26 jugadores para jugar una serie de partidos amistosos, con la posibilidad de mostrarse y quedar en el plantel definitivo para jugar la Eurocopa. Después de jugar la final de la FA Cup y salir campeón con el United, el 25 de mayo se unió a los entrenamientos de la selección de Inglaterra por primera vez. El seleccionador inglés, Hodgson, sobre Marcus respondió:

«Para ser sincero, no sé qué esperar de él. No olviden que Rashford tuvo un poco de mala suerte, porque el tiempo que vamos a pasar con él es muy breve. El miércoles y el jueves [entrenamiento], el viernes hay partido, y entonces tendremos que decidir quiénes serán los 23 jugadores.
Va a ser difícil que pueda convencerme a mí y al cuerpo técnico en este breve lapso. Pero no estoy descartando nada. Pienso que su actuación en la final de la FA Cup fue excelente.»

El 27 de mayo, con 18 años y 208 días, se convirtió en el tercer jugador más joven en anotar con la selección, detrás de Rooney y Owen, al anotar en la victoria (2-1) ante Australia a los 138 segundos de haber comenzado el partido. El 31 de mayo, Roy Hodgson incluyó a Rashford en la lista definitiva de 23 jugadores para ser parte de la Eurocopa 2016. Durante el torneo continual tuvo una participación residual (21 minutos en 2 partidos), pero se convirtió en el futbolista inglés más joven en jugar ese torneo superando el récord de Rooney.
El 16 de mayo de 2018 fue incluido en la lista de 23 jugadores que disputarían la Copa Mundial de la FIFA Rusia 2018. Participó en seis encuentros, solo uno como titular, colaborando en el cuarto puesto logrado.
El 8 de septiembre marcó su primer tanto en la Liga de Naciones en un partido ante España, en Wembley (1-2). Poco más de un mes después marcó un gol y dio una asistencia en la victoria (2-3), ante la selección española, en Sevilla.

#### Participaciones en Copas del Mundo
| Mundial           | Sede  | Resultado        | Partidos | Goles |
| ----------------- | ----- | ---------------- | -------- | ----- |
| Copa Mundial 2018 | Rusia | Cuarto lugar     | 6        | 0     |
| Copa Mundial 2022 | Catar | Cuartos de final | 5        | 3     |

#### Participaciones en Eurocopas
| Copa          | Sede    | Resultado        | Partidos | Goles |
| ------------- | ------- | ---------------- | -------- | ----- |
| Eurocopa 2016 | Francia | Octavos de final | 2        | 0     |
| Eurocopa 2020 | Europa  | Subcampeón       | 5        | 0     |

### Goles como internacional
| Goles internacionales con Inglaterra | Goles internacionales con Inglaterra | Goles internacionales con Inglaterra              | Goles internacionales con Inglaterra | Goles internacionales con Inglaterra | Goles internacionales con Inglaterra | Goles internacionales con Inglaterra |
| N.º                                  | Fecha                                | Estadio                                           | Rival                                | Gol                                  | Resultado                            | Competición                          |
| ------------------------------------ | ------------------------------------ | ------------------------------------------------- | ------------------------------------ | ------------------------------------ | ------------------------------------ | ------------------------------------ |
| 1.                                   | 27 de mayo de 2016                   | Stadium of Light, Sunderland, Inglaterra          | Australia                            | 1-0                                  | 2-1                                  | Amistoso                             |
| 2.                                   | 4 de septiembre de 2017              | Wembley, Londres, Inglaterra                      | Eslovaquia                           | 2-1                                  | 2-1                                  | Clasificación Mundial 2018           |
| 3.                                   | 7 de junio de 2018                   | Elland Road, Leeds, Inglaterra                    | Costa Rica                           | 1-0                                  | 2-0                                  | Amistoso                             |
| 4.                                   | 8 de septiembre de 2018              | Wembley, Londres, Inglaterra                      | España                               | 1-0                                  | 1-2                                  | Liga de Naciones 2018-19             |
| 5.                                   | 11 de septiembre de 2018             | King Power Stadium, Leicester, Inglaterra         | Suiza                                | 1-0                                  | 1-0                                  | Amistoso                             |
| 6.                                   | 25 de octubre de 2018                | Estadio Benito Villamarín, Sevilla, España        | España                               | 0-2                                  | 2-3                                  | Liga de Naciones 2018-19             |
| 7.                                   | 6 de junio de 2019                   | Estadio Dom Afonso Henriques, Guimarães, Portugal | Países Bajos                         | 0-1                                  | 3-1                                  | Fase final Liga de Naciones 2018-19  |
| 8.                                   | 14 de octubre de 2019                | Estadio Nacional Vasil Levski, Sofía, Bulgaria    | Bulgaria                             | 0-1                                  | 0-6                                  | Clasificación Eurocopa 2020          |
| 9.                                   | 14 de noviembre de 2019              | Wembley, Londres, Inglaterra                      | Montenegro                           | 4-0                                  | 7-0                                  | Clasificación Eurocopa 2020          |
| 10.                                  | 17 de noviembre de 2019              | Estadio Fadil Vokrri, Pristina, Kosovo            | Kosovo                               | 0-3                                  | 0-4                                  | Clasificación Eurocopa 2020          |
| 11.                                  | 11 de octubre de 2020                | Wembley, Londres, Inglaterra                      | Bélgica                              | 1-1                                  | 2-1                                  | Liga de Naciones 2020-21             |
| 12.                                  | 6 de junio de 2020                   | Riverside Stadium, Middlesbrough, Inglaterra      | Rumania                              | 1-0                                  | 1-0                                  | Amistoso                             |
| 13.                                  | 21 de noviembre de 2022              | Estadio Internacional Jalifa, Doha, Catar         | Irán                                 | 5-1                                  | 6-2                                  | Mundial 2022                         |
| 14.                                  | 29 de noviembre de 2022              | Estadio Áhmad bin Ali, Rayán, Catar               | Gales                                | 0-1                                  | 0-3                                  | Mundial 2022                         |
| 15.                                  | 29 de noviembre de 2022              | Estadio Áhmad bin Ali, Rayán, Catar               | Gales                                | 0-3                                  | 0-3                                  | Mundial 2022                         |

## Estadísticas

### Clubes
Actualizado al 16 de agosto de 2025.
| Club                               | Div.          | Temporada     | Liga  | Liga  | Liga  | Copas nacionales | Copas nacionales | Copas nacionales | Torneos internacionales | Torneos internacionales | Torneos internacionales | Total | Total | Total | Media goleadora |
| Club                               | Div.          | Temporada     | Part. | Goles | Asis. | Part.            | Goles            | Asis.            | Part.                   | Goles                   | Asis.                   | Part. | Goles | Asis. | Media goleadora |
| ---------------------------------- | ------------- | ------------- | ----- | ----- | ----- | ---------------- | ---------------- | ---------------- | ----------------------- | ----------------------- | ----------------------- | ----- | ----- | ----- | --------------- |
| Manchester United F. C. Inglaterra | 1.ª           | 2015-16       | 11    | 5     | 2     | 4                | 1                | 0                | 3                       | 2                       | 0                       | 18    | 8     | 2     | 0.44            |
| Manchester United F. C. Inglaterra | 1.ª           | 2016-17       | 32    | 5     | 1     | 10               | 4                | 1                | 11                      | 2                       | 2                       | 53    | 11    | 4     | 0.21            |
| Manchester United F. C. Inglaterra | 1.ª           | 2017-18       | 35    | 7     | 5     | 8                | 3                | 2                | 9                       | 3                       | 1                       | 52    | 13    | 8     | 0.25            |
| Manchester United F. C. Inglaterra | 1.ª           | 2018-19       | 33    | 10    | 6     | 4                | 1                | 1                | 10                      | 2                       | 0                       | 47    | 13    | 7     | 0.28            |
| Manchester United F. C. Inglaterra | 1.ª           | 2019-20       | 31    | 17    | 7     | 7                | 4                | 1                | 6                       | 1                       | 1                       | 44    | 22    | 9     | 0.5             |
| Manchester United F. C. Inglaterra | 1.ª           | 2020-21       | 37    | 11    | 9     | 7                | 2                | 3                | 13                      | 8                       | 0                       | 57    | 21    | 12    | 0.37            |
| Manchester United F. C. Inglaterra | 1.ª           | 2021-22       | 25    | 4     | 2     | 2                | 0                | 0                | 5                       | 1                       | 0                       | 32    | 5     | 2     | 0.16            |
| Manchester United F. C. Inglaterra | 1.ª           | 2022-23       | 35    | 17    | 5     | 12               | 7                | 3                | 9                       | 6                       | 1                       | 56    | 30    | 9     | 0.54            |
| Manchester United F. C. Inglaterra | 1.ª           | 2023-24       | 33    | 7     | 2     | 6                | 1                | 1                | 4                       | 0                       | 2                       | 43    | 8     | 5     | 0.19            |
| Manchester United F. C. Inglaterra | 1.ª           | 2024-25       | 15    | 4     | 1     | 3                | 2                | 1                | 6                       | 1                       | 1                       | 24    | 7     | 3     | 0.3             |
| Manchester United F. C. Inglaterra | Total club    | Total club    | 287   | 87    | 40    | 63               | 25               | 13               | 76                      | 26                      | 8                       | 426   | 138   | 61    | 0.32            |
| Aston Villa F. C. Inglaterra       | 1.ª           | 2024-25       | 10    | 2     | 2     | 3                | 2                | 1                | 4                       | 0                       | 2                       | 17    | 4     | 5     | 0.24            |
| Aston Villa F. C. Inglaterra       | Total club    | Total club    | 10    | 2     | 2     | 3                | 2                | 1                | 4                       | 0                       | 2                       | 17    | 4     | 5     | 0.24            |
| F. C. Barcelona · España           | 1.ª           | 2025-26       | 1     | 0     | 0     | 0                | 0                | 0                | 0                       | 0                       | 0                       | 1     | 0     | 0     | 0               |
| F. C. Barcelona · España           | Total club    | Total club    | 1     | 0     | 0     | 0                | 0                | 0                | 0                       | 0                       | 0                       | 1     | 0     | 0     | 0               |
| Total carrera                      | Total carrera | Total carrera | 298   | 89    | 42    | 66               | 27               | 14               | 80                      | 26                      | 10                      | 444   | 142   | 66    | 0.32            |
| 1. 2.                              |               |               |       |       |       |                  |                  |                  |                         |                         |                         |       |       |       |                 |

### Selecciones
Actualizado al 24 de marzo de 2025.
| Selección           | Temporada     | Continental | Continental | Mundial | Mundial | Amistosos | Amistosos | Total | Total |
| Selección           | Temporada     | Part.       | Goles       | Part.   | Goles   | Part.     | Goles     | Part. | Goles |
| ------------------- | ------------- | ----------- | ----------- | ------- | ------- | --------- | --------- | ----- | ----- |
| Sub-16 Inglaterra   | 2012-13       | -           | -           | -       | -       | 2         | 0         | 2     | 0     |
| Sub-16 Inglaterra   | Total sel.    | -           | -           | -       | -       | 2         | 0         | 2     | 0     |
| Sub-18 Inglaterra   | 2014-15       | -           | -           | -       | -       | 2         | 0         | 2     | 0     |
| Sub-18 Inglaterra   | Total sel.    | -           | -           | -       | -       | 2         | 0         | 2     | 0     |
| Sub-20 Inglaterra   | 2015-16       | -           | -           | -       | -       | 1         | 0         | 1     | 0     |
| Sub-20 Inglaterra   | Total sel.    | -           | -           | -       | -       | 1         | 0         | 1     | 0     |
| Sub-21 Inglaterra   | 2016-17       | 1           | 3           | -       | -       | 0         | 0         | 1     | 3     |
| Sub-21 Inglaterra   | Total sel.    | 1           | 3           | -       | -       | 0         | 0         | 1     | 3     |
| Absoluta Inglaterra | 2016-17       | 4           | 0           | -       | -       | 2         | 1         | 6     | 1     |
| Absoluta Inglaterra | 2017-18       | 6           | 1           | -       | -       | 3         | 0         | 9     | 1     |
| Absoluta Inglaterra | 2018-19       | 4           | 2           | 6       | 0       | 6         | 2         | 16    | 4     |
| Absoluta Inglaterra | 2019-20       | 7           | 4           | -       | -       | 0         | 0         | 7     | 4     |
| Absoluta Inglaterra | 2020-21       | 5           | 1           | -       | -       | 1         | 1         | 6     | 2     |
| Absoluta Inglaterra | 2021-22       | 2           | 0           | -       | -       | -         | -         | 2     | 0     |
| Absoluta Inglaterra | 2022-23       | 2           | 1           | 5       | 3       | -         | -         | 7     | 4     |
| Absoluta Inglaterra | 2023-24       | 4           | 1           | -       | -       | 3         | 0         | 7     | 1     |
| Absoluta Inglaterra | 2024-25       | 2           | 0           | -       | -       | -         | -         | 2     | 0     |
| Absoluta Inglaterra | Total sel.    | 36          | 10          | 11      | 3       | 15        | 4         | 62    | 17    |
| Total carrera       | Total carrera | 37          | 13          | 11      | 3       | 20        | 4         | 68    | 20    |

## Palmarés

### Títulos nacionales
| Título           | Club                    | País       | Año  |
| ---------------- | ----------------------- | ---------- | ---- |
| FA Cup           | Manchester United F. C. | Inglaterra | 2016 |
| Community Shield | Manchester United F. C. | Inglaterra | 2016 |
| Copa de la Liga  | Manchester United F. C. | Inglaterra | 2017 |
| Copa de la Liga  | Manchester United F. C. | Inglaterra | 2023 |
| FA Cup           | Manchester United F. C. | Inglaterra | 2024 |

### Títulos internacionales
| Título                 | Club                    | Sede  | Año  |
| ---------------------- | ----------------------- | ----- | ---- |
| Liga Europa de la UEFA | Manchester United F. C. | Solna | 2017 |

### Distinciones individuales
| Distinción                                                                        | Año  |
| --------------------------------------------------------------------------------- | ---- |
| Jugador del partido Manchester United - Arsenal                                   | 2016 |
| Jugador del año de Manchester United (Sub-18)                                     | 2016 |
| Parte de los 59 mejores futbolistas sub-21 del mundo (#5) según medio FourFourTwo | 2016 |
| Parte de los 100 mejores jugadores del mundo según The Guardian                   | 2022 |